# Achenseebahn 1 bis 4
Die Nr. 1–4 sind Zahnrad-Dampflokomotiven der Achenseebahn in Tirol. Baugleiche Lokomotiven mit den Nummern CFV 1–2 wurden auch von der Kaschau-Oderberger Bahn für die Csorbatoi Fogaskerekü Vasut (Csorbasee-Zahnradbahn) in der Hohen Tatra im damaligen Oberungarn beschafft.

## Geschichte

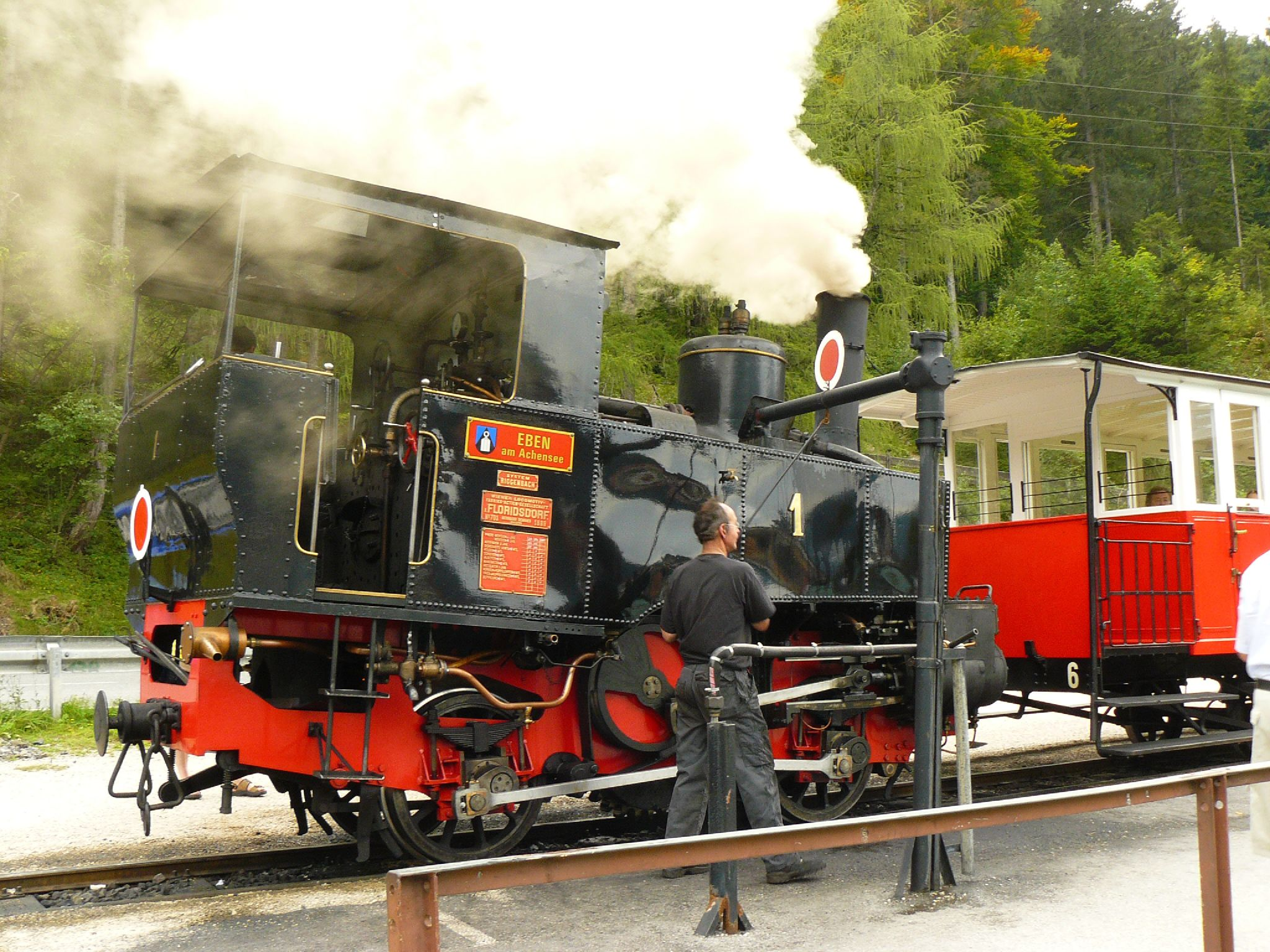
Lok 1 beim Wasserfassen am Seespitz

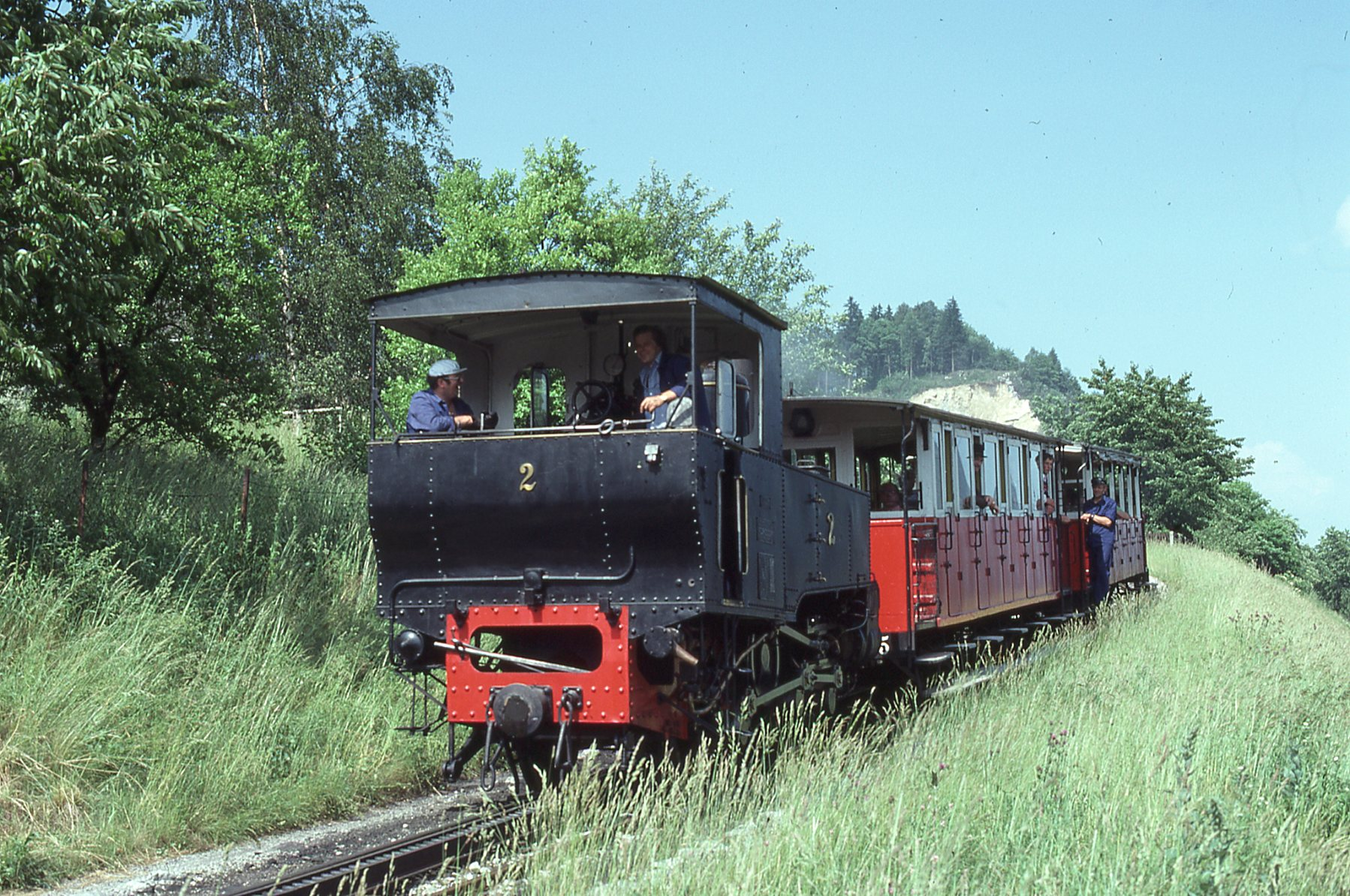
Rückseite der Lok 2

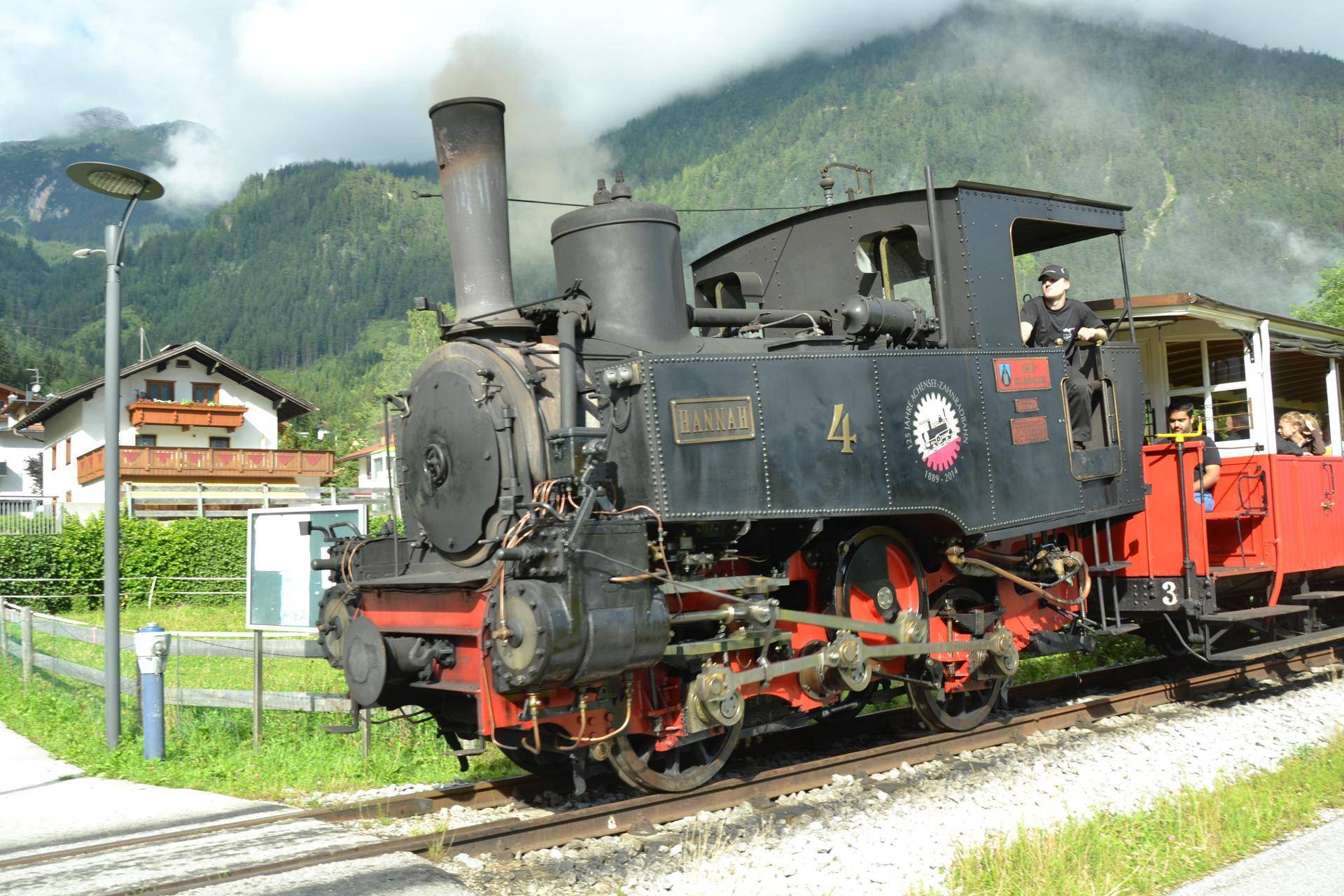
Lok 4 bei Maurach Ort

### Achenseebahn 1–4
Die Lokomotiven für die Achenseebahn wurden 1888/89 von der Lokomotivfabrik Floridsdorf in Wien nach Konstruktionsplänen der Maschinenfabrik Esslingen gebaut. Sie erhielten dort die Nummern 1 bis 4 und die Vornamen  der damaligen Hauptaktionäre THEODOR, HERMANN, GEORG und CARL. Ähnliche Lokomotiven waren von der Maschinenfabrik Esslingen schon 1884 an die Zsakaroczvölgyi Iparvasut in Oberungarn geliefert wurden.
Die Nummer 4 wurde nach dem Zweiten Weltkrieg ausgemustert, um fortan als Ersatzteilspender zu dienen. Die anderen Lokomotiven sind bis zum heutigen Tag unverändert auf ihrer Stammstrecke in Betrieb. Seit 1981 tragen die drei Lokomotiven die Namen der Anliegergemeinden EBEN a. A., ACHENKIRCH und JENBACH, welche die Eigentümer der Achenseebahn sind. Ab 2001 wurde aus dem noch vorhandenen alten Rahmen von Nr. 2, dem Antrieb der Nr. 3 und einem in Polen bei Interlok gefertigten neuen Kessel eine neue Nummer 4 aufgebaut. Lok 1 wurde am 16. Mai 2008 bei einem Brand im Heizhaus in Jenbach schwer beschädigt. Lok 4 wurde wenige Wochen danach fertiggestellt und als Ersatz in Dienst gestellt; sie trägt heute die Namen EBEN am Achensee und HANNAH. Bis Ende 2009 konnte die Lok 1 neu aufgebaut werden, somit stehen der Achenseebahn seitdem vier Loks zur Verfügung.
| Loknr. | Ort                                             | Name                                             | Bemerkung                                   |
| ------ | ----------------------------------------------- | ------------------------------------------------ | ------------------------------------------- |
| 1      | EBEN am Achensee (bis 2008) WIESING (seit 2009) | THEODOR (von Dreifuss; bis zur Jahrhundertwende) | 2008 Brandschaden; 2009 Neuaufbau           |
| 2      | JENBACH                                         | HERMANN (Gruson; bis zur Jahrhundertwende)       | Denkmalschutz (BDA-Bescheid 2020-0.642.308) |
| 3      | ACHENKIRCH                                      | GEORG (Soenderop; bis zur Jahrhundertwende)      |                                             |
| 4      | EBEN am Achensee (seit 2009)                    | CARL (Schlesinger; bis 1945) HANNAH (ab 2008)    | 2008 Wiederinbetriebnahme                   |

#### Originalität
Bei den Lokomotiven 1 – 3 wurden seit der Herstellung inzwischen praktisch alle Bauteile einschließlich des Fahrzeugrahmens getauscht. Bei strenger Auslegung der Identitätskriterien von Dampflokomotiven (Identität der Lok an den Rahmen gebunden) handelt es sich daher bei diesen nicht mehr um die im 19. Jahrhundert gefertigten Lokomotiven. Wohl könnte aber die Neubaulok Nummer 4 als Originallok gelten, da sie auf einem Originalrahmen aufgebaut wurde.

### CFV 1 – 2
Für die Zahnradbahn von Csorba (Tschirm, heute: Štrba) nach Csorbató (Tschirmer See, heute: Štrbské Pleso) in der Hohen Tatra wurden 1896 zwei weitgehend baugleiche Lokomotiven gefertigt. Die Lokomotiven erhielten die Betriebsnummern 1 und 2. Nach der Verstaatlichung der Kaschau-Oderberger Bahn 1924 gelangten diese in den Bestand der ČSD, welche sie mit den neuen Nummern U 29.001 und U 29.002 bezeichnete. Nach der Stilllegung der Bahn im Jahre 1932 wurden die Lokomotiven ausgemustert und später verschrottet.

## Technische Merkmale

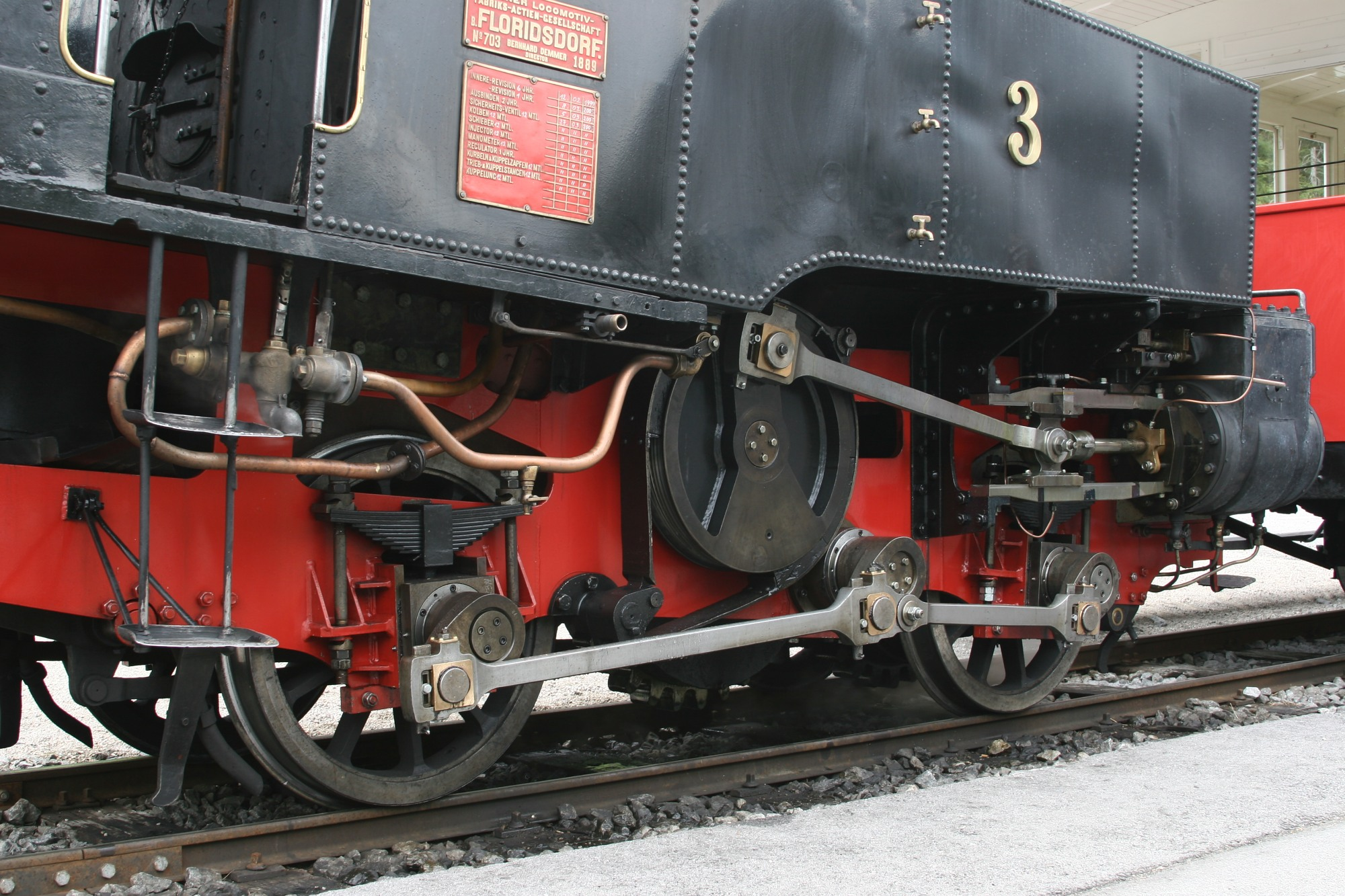
Fahrwerk, gut erkennbar die Bandbremse um das Vorgelege

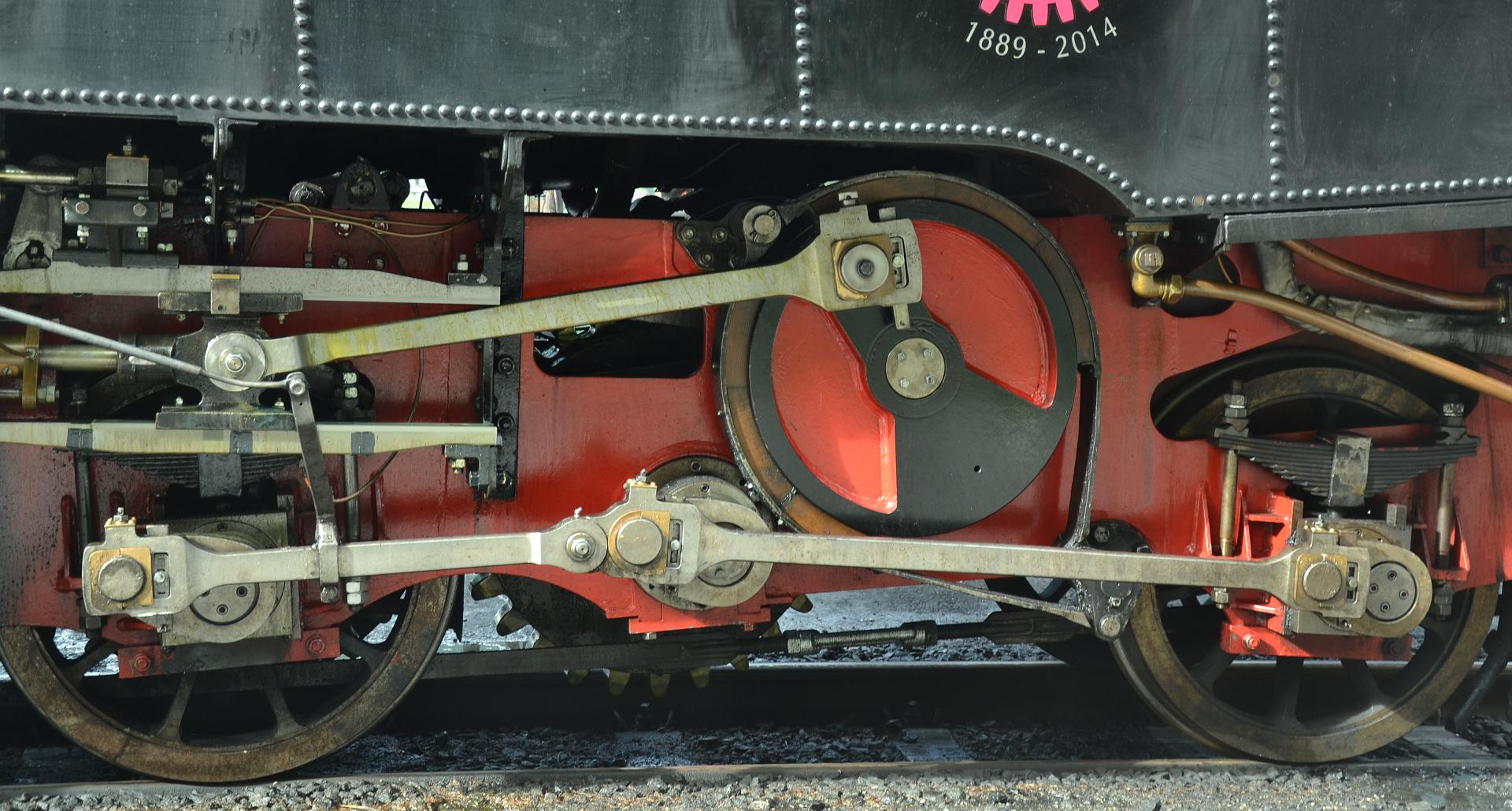
Blindwelle und Zahnrad von Lok 4

Wie bei Zahnraddampflokomotiven vielfach üblich, arbeitet die Zweizylinder-Nassdampfmaschine auf ein Vorgelege mit einer Untersetzung von 1:1,95. Die mittig angeordnete Zahnradachse dient auch der Kraftübertragung auf die beiden normalen Treibachsen für den Adhäsionsbetrieb mittels Kuppelstangen.
Drei voneinander unabhängige Bremssysteme gewährleisten einen sicheren Betrieb auf der Zahnradstrecke. Die bei Zahnraddampflokomotiven übliche Riggenbach-Gegendruckbremse dient als Beharrungsbremse bei Talfahrt. Am Vorgelege befindet sich eine Rillenbandbremse, die als zusätzliche Betriebsbremse zum Anhalten und Sichern des Zuges dient. Auf das Bremszahnrad wirkt eine Rillenklotzbremse. Alle drei Systeme sind für sich in der Lage, einen kompletten Zug in der Steilstrecke zu halten.
Zwischen den Achenseebahn-Lokomotiven und den Loks der CFV gab es folgende Unterschiede:
- Kesselneigung: 80 ‰ (Achenseebahn), 60 ‰ (CFV)
- Sicherheitsventil: Ramsbottom, 1897 auf Federwaagventil umgebaut, Feder hinter dem Dampfdom (Achenseebahn), Federwaagventil, Feder neben dem Dampfdom (CFV)
- Laternenstützen an der Führerhausrückwand: oberhalb der Puffer (Achenseebahn), ca. in Hüfthöhe des Lokomotivführers (CFV)
- Injektor: Bauart Körting (Achenseebahn), Bauart Friedmann (CFV)
- Durchmesser des Dampfdoms: 700 mm (Achenseebahn), 620 mm (CFV)

## Philatelie
Im Juli 2023 gab die Österreichische Post eine Sonderbriefmarke und einen Ersttagsstempel heraus, die jeweils die Lokomotive Nr. 2 zeigen.